# Elesbão
Elesbão (? — Campinas, 9 de dezembro de 1835) foi um africano escravizado para o Brasil. Foi acusado de ter assassinado, em 1831, o seu escravagista, Luiz José de Oliveira, durante uma fuga de escravos da fazenda onde era mantido cativo. Mesmo afirmando inocência, foi considerado responsável pela morte. Elesbão foi enforcado em 1835, no Largo de Santa Cruz, em Campinas, município brasileiro do estado de São Paulo. À sentença de condenação, o juiz acrescentou: "Adendo a sentença, declaro que depois do réu sofrer a pena de morte cortar-se-ão as mãos e a cabeça, esta será remetida para a Vila de Jundiaí, e ali colocada num poste em lugar público e aquela serão colocadas nesta Vila em um poste e também em lugar público".
Segundo o inquérito de 11 de agosto de 1831, ele era um negro africano, pertencente a nação cabinda, solteiro, escravo e fugitivo que vivia em um quilombo formado por escravos fugidos do engenho Romão, de propriedade do capitão Luiz José de Oliveira. A versão contada pelas autoridades é de que Elesbão e Narciso teriam matado o capitão Luiz José de Oliveira, no dia 20 de maio de 1831, na beira de um córrego. A pedido da Câmara de Vereadores de Campinas da época, Elesbão e Narciso foram julgados e então condenados à morte. Narciso foi executado no dia 24 de maio de 1833, em São Paulo. Elesbão foi executado em 9 de dezembro de 1835 em Campinas, após cortejo saído da Cadeia Velha (atual Praça Bento Quirino) composto pelas autoridades públicas, o Réu, o Vigário, o Sacristão, o Carrasco, a Infantaria da Guarda Nacional e os Soldados da Cavalaria. A população local também estava presente, além de vários escravos enviados por seus senhores para assistirem à execução no Largo Santa Cruz. Elesbão foi enforcado, desmembrado e colocado em exposição como exemplo de alerta e ameaça aos quilombolas e libertadores.
Ele virou tornou-se um símbolo de resistência na luta por igualdade e justiça. Além disso, em Campinas durante, pelo menos, os anos de 2015 e 2016 foram realizados cortejos épicos musicais em memória de Elesbão chamados de "O Auto do Escravizado Elesbão - o Extermínio da Juventude Negra". Noutro campo, a história de Elesbão virou tema do livro Elesbão, de autoria de Valdir Oliveira, que rendeu uma adaptação teatral por Roberto Boni intitulada Elesbão: um sonho de liberdade.